# Діброва Гнат
Діброва Гнат (1906–1984) — український поет. Псевдонім — Гнат О. Діброва.

## З біографії
Народився 27 січня 1906 р. у с. Андрієво-Зорине Одеського повіту Херсонської губернії, нині Миколаївського району, Миколаївської області.
1926 року вступив до Херсонського сільськогосподарського інституту, однак через матеріальні труднощі залишив навчання, склавши екстерном іспити на вчителя початкових класів. До 1931 учителював на Одещині. 1936 року закінчив мовно-літературний факультет Одеського інституту народної освіти. До літа 1941 р. викладав українську мову та літературу в школах. 
У роки Другої світової війни був членом Сумської «Просвіти» та увійшов до Сумського обласного активу ОУН. Після ліквідації організації німцями, виїхав до Рівненщини. Під час наступу радянських військ виїхав до Німеччини (м. Авгсбург), де працював на картонажній фабриці, учителем у таборовій гімназії. 1952 року емігрував до США (м. Ньюарк), до 1966 р. працював робітником на фабриках. 
Помер 1 квітня 1984 р. у Ньюарку.

## Творчість
Автор збірок поезій і афоризмів «Шляхи і думи» (1946), «Кладка видінь» (1953), «Подорож у світове гроно думок» (1955), «З джерел буття» (1960), «Рух і гармонія» (1963), «Фрагменти з монокниги» (1965),  «Містерія землі» (1968), «З лон сущого» (1971),«Терни і троянди» (1973), літературознавчих статей.